# Со І Ра
Со І Ра (кор. 서이라) — південнокорейський ковзаняр, спеціаліст з бігу на короткій доріжці, олімпійський  медаліст, триразовий чемпіон світу, призер чемпіонатів світу. 
Бронзову олімпійську медаль  Со виборов на Пхьончханській олімпіаді 2018 року на дистанції 1000 м. 

## Зовнішні посилання
- Досьє на сайті Міжнародного союзу ковзанярів [Архівовано 1 травня 2018 у Wayback Machine.]

## Виноски
1. 1 2 3  https://www.shorttrack.swisstiming.com/Entries.aspx?evt=11213100000124
2. 1 2  https://isu.org/docman-documents-links/isu-files/event-documents/short-track-2/2023-24-4/world-cups-26/announcements-156/32192-isu-world-cup-short-track-speed-skating-montreal-18-10-2023-entries/file
3. ↑  Men's 1000 metres results. Архів оригіналу за 16 грудня 2019. Процитовано 30 квітня 2018.